# Kōkyo Higashi-gyoen

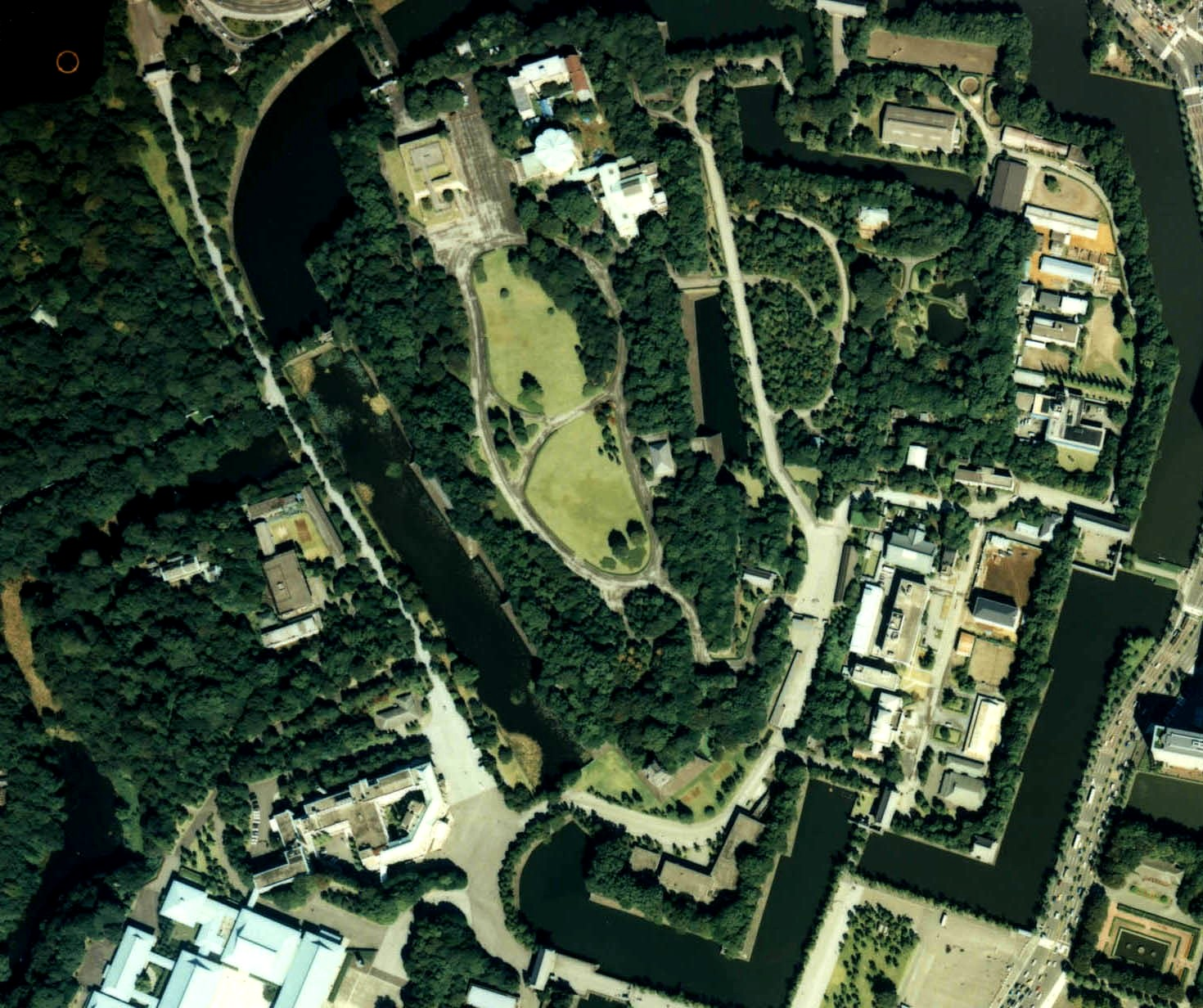
Luftbild des Gartens, 1989

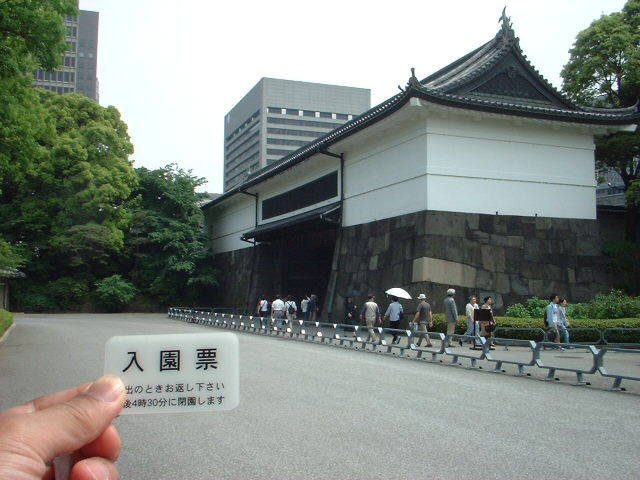
Ein Eingang, das Ōtemon, sowie Besucherticket

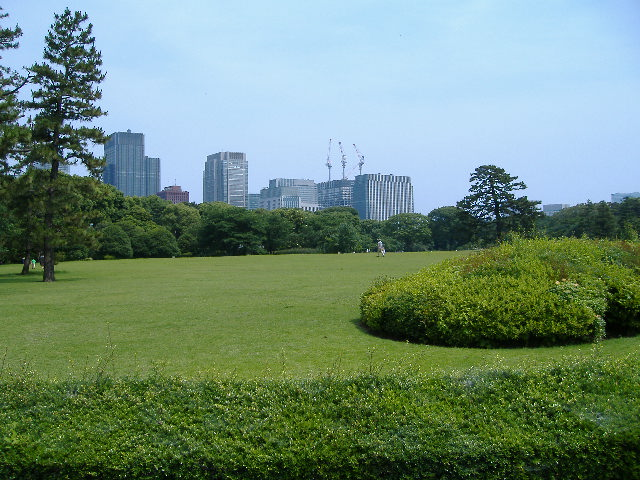
Einstige Residenz
– nun Rasenfläche

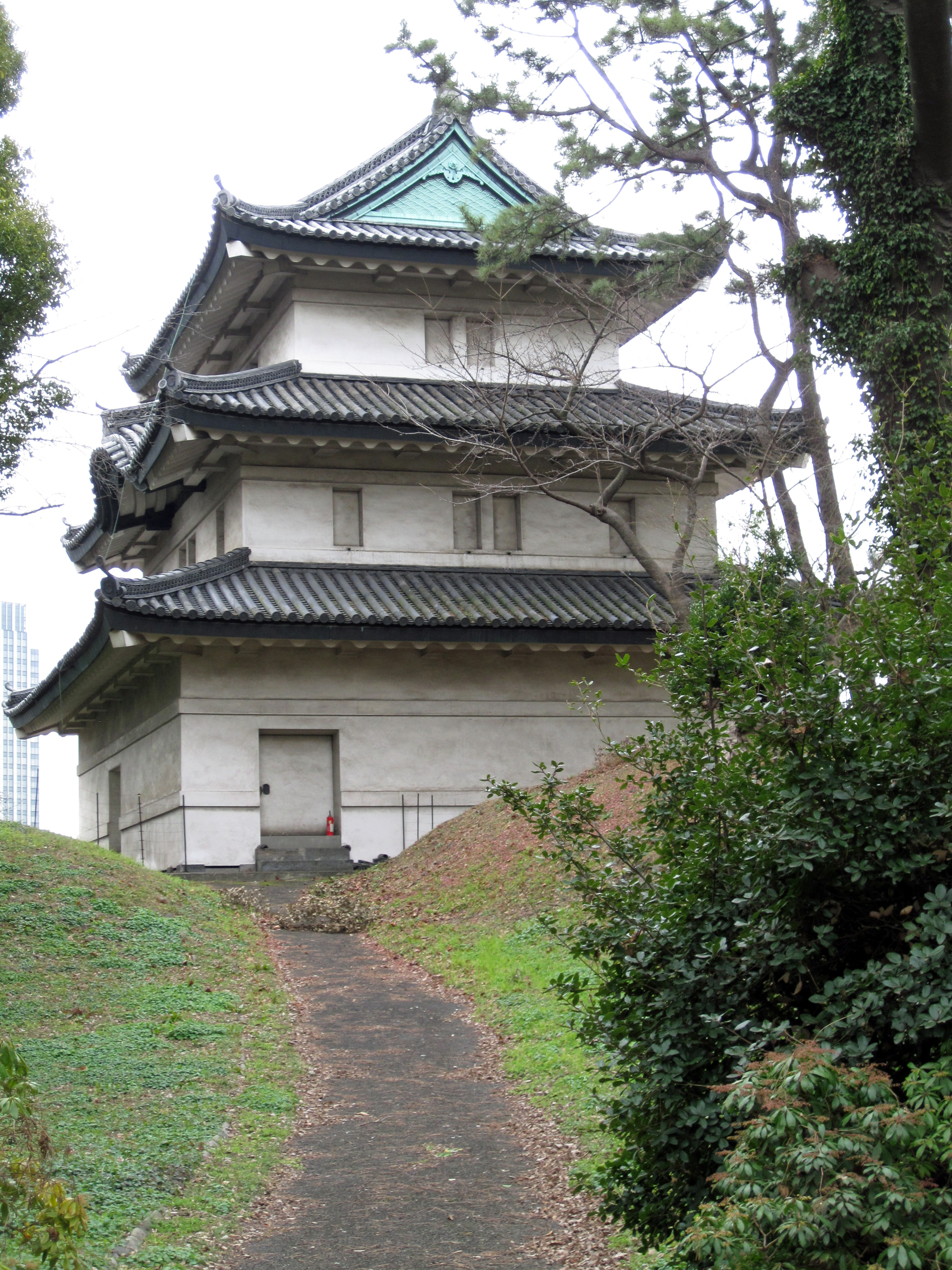
Fujimi-yagura

Kōkyo Higashi-gyoen (japanisch 皇居東御苑 ‚Kaiserlicher Ostgarten des Kaiserpalastes‘) ist der öffentlich zugängliche östliche Teil des Kaiserpalastes bzw. des alten Burggeländes der Burg Edo. Er umfasst die Burgbezirke Honmaru, Ni-no-maru und einen kleinen Teil des San-no-maru.
Auf dem Nordteil des früheren Burggeländes befindet sich heute der Kitanomaru-Park.

## Geschichte
Nach der Meiji-Restauration und der Übernahme der Burg von Edo durch das Kaiserhaus wurde der westliche Teil (Ni-no-maru) genutzt, und auch die neue Residenz wurde dort angelegt. Das alte Burggelände wurde zwar genutzt, aber dann ein großer Teil davon als Park für die Öffentlichkeit vorbereitet. Die Neugestaltung des Ostteils der kaiserlichen Residenz begann 1961 mit dem Abriss bzw. mit der Verlegung von Gebäuden, die seit der Meiji-Zeit dort standen. Es wurde ein neuer Teich im Ni-no-maru angelegt und es kam zur Reparatur bzw. Wiederherstellung von Gebäude aus der Edo-Zeit. Die Gesamtanlage erhielt nach Fertigstellung 1963 den Status „Wichtige geschichtliche Spuren“ (史跡, shiseki) innerhalb des Gesetzes zum Schutz der Kulturgüter.
Der Garten kann durch die drei Tore Ōtemon (大手門), Hirakawamon (平川門) und Kitahanebashimon (北桔橋門) betreten werden.

## Ninomaru-Garten
Hat man das Ōtemon passiert, passiert man auf dem Wege zum Honmaru die flachen Gebäude der Wachen Dōshin bansho (同心番所), Hyakunin bansho (百人番所) und schließlich Dabansho (大番所). Auf dem Wege hinauf passiert man die Überreste eines Burgtores, Naka-no-mon (中之門) und zum Schluss das Chūjakumon (中雀門), auch Genkanmaemon (玄関前門).
Im Ni-no-maru ist der Rest eines inneren Grabens unter dem Namen Tenjin-bori (天神濠) erhalten, aber sonst ist dieser Teil gegenüber der Edo-Zeit weitgehend umgestaltet worden. Im Norden gibt es am Hang Pflaumenbäume, daran schließt sich ein Bereich an, in dem alle 47 Präfekturen mit ihrem Präfektur-Baum vertreten sind. Es sind 260 Bäume, jedoch nur 30 verschiedenen Arten, da manche Präfekturen den gleichen Baum gewählt haben. Ein weiteres Wäldchen enthält ebenfalls verschiedene Bäume. An eine Gartenanlage mit einem Teich schließt sich ein Iris-Feld an. Zwei Gebäude sind hervorzuheben:
- Das Museum der kaiserlichen Sammlung. Das 1993 eröffnete Museum San-no-maru Shōzōkan (三の丸尚蔵館) beherbergt Gemälde aus der vormodernen Zeit, Schriften, Kunstgewerbe und Gemälde aus der Gegenwart.
- Das Teehaus Suwa no Chaya (諏訪の茶屋) am Tenjin-bori stand in der Edo-Zeit im Fukiage-Bereich. Es wurde zum Palast Akasaka mitgenommen und schließlich in diesen Gartenbereich überführt.

## Honmaru
Von der ausgedehnten ehemaligen Residenz ist nichts mehr vorhanden, sie wird heute von Rasenflächen eingenommen. Am Südwestrand weist ein Stein auf den Umgang Matsu-no-Ōrōka hin, in dem 1701 der Zwischenfall stattfand, der zu dem Rachezug der 47 Samurai führte. Aus der Edo-Zeit sind erhalten:
- Basis des Bergfried (Tenshukaku) (天守台, Tenshudai)
- Wachturm Fujimi-yagura (富士見櫓)

Aus neuerer Zeit stammen folgende Gebäude:
- Konzerthalle Tōkagakudō (桃華楽堂, „Pfirsichblütenhalle“). Sie wurde erbaut zur Feier der Kaiserin Kaiserin Kōjun (6. März 1963). Die Halle hat Achteckform, ist aus Stahlbeton erbaut und hat eine Fläche von 1254 m². Die Außenwände sind mit Mosaiken geschmückt. Der Bau, begonnen 1964, wurde 1966 fertiggestellt.
- Aufführungshalle für traditionelle Gagaku-Musik (楽部庁舎, Rakubu chōsha)
- Archiv des Kaiserhauses (書陵部庁舎, Shorōybu chōsha)

## Kenndaten
- Verwaltung: Umweltministerium verwaltet die Anlage als Volkspark (国民公園, Kokumin Kōen)
- Eröffnung: 1963
- Zugang: Drei Tore Ōtemon, Hirakawamon und Kitahanebashimon
- Größe: 210.000 m²
- Eintritt: Der Eintritt ist frei, man erhält eine Plastik-Marke, die beim Verlassen abzugeben ist.

## Galerie

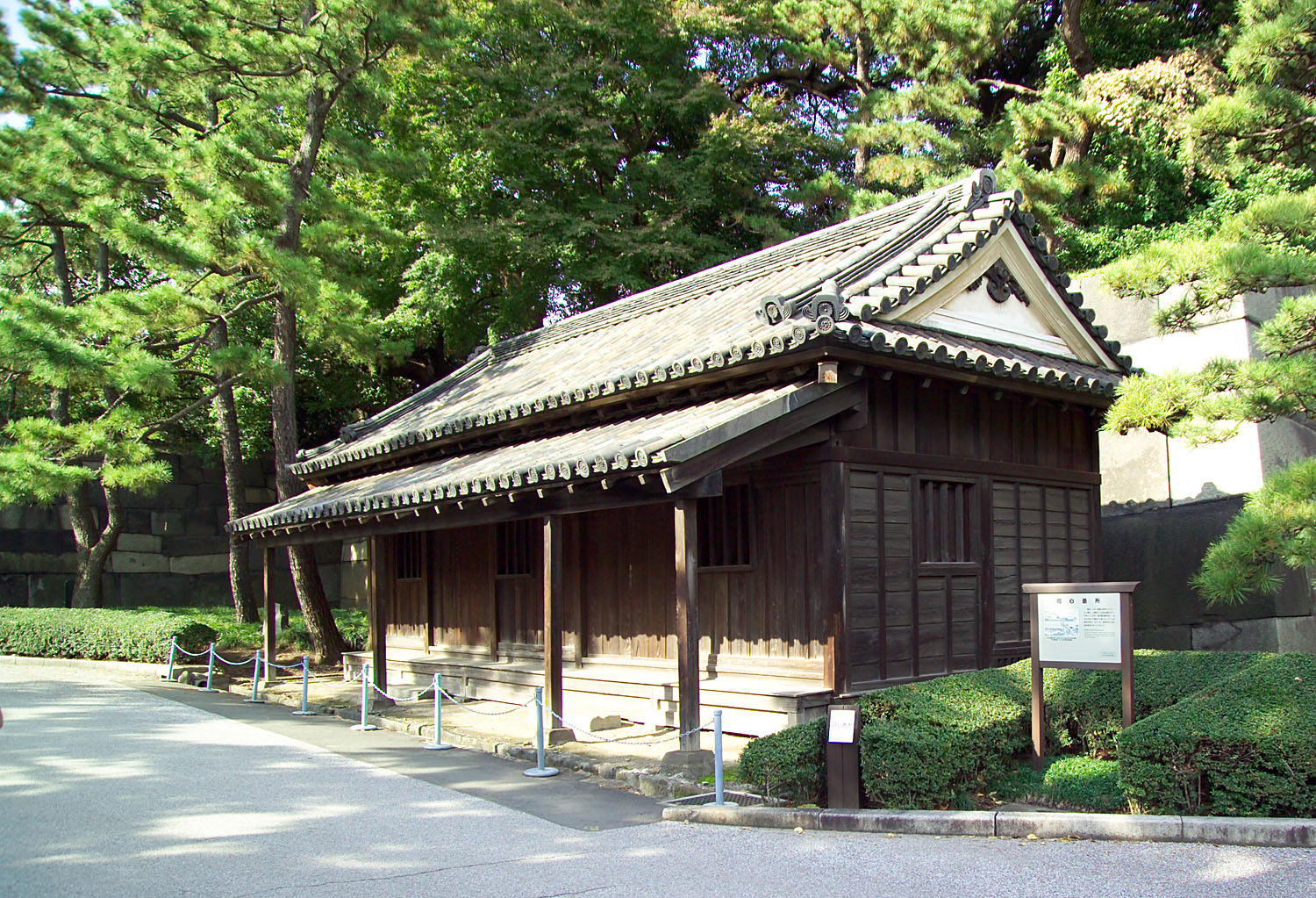
Dōshin bansho
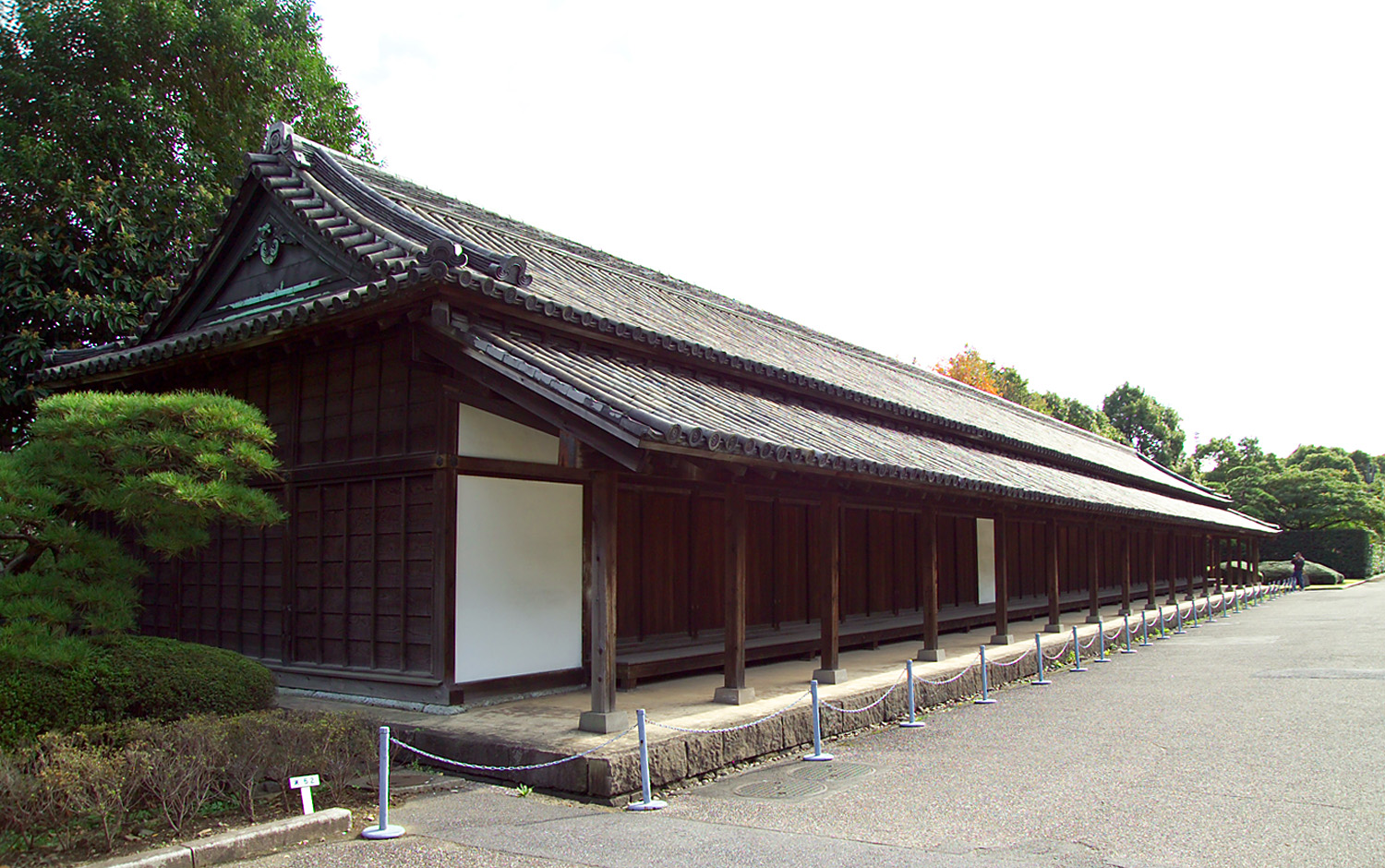
Hyakunin bansho
Löwenpaar von Kanō Eitoku in der Kaiserlichen Sammlung
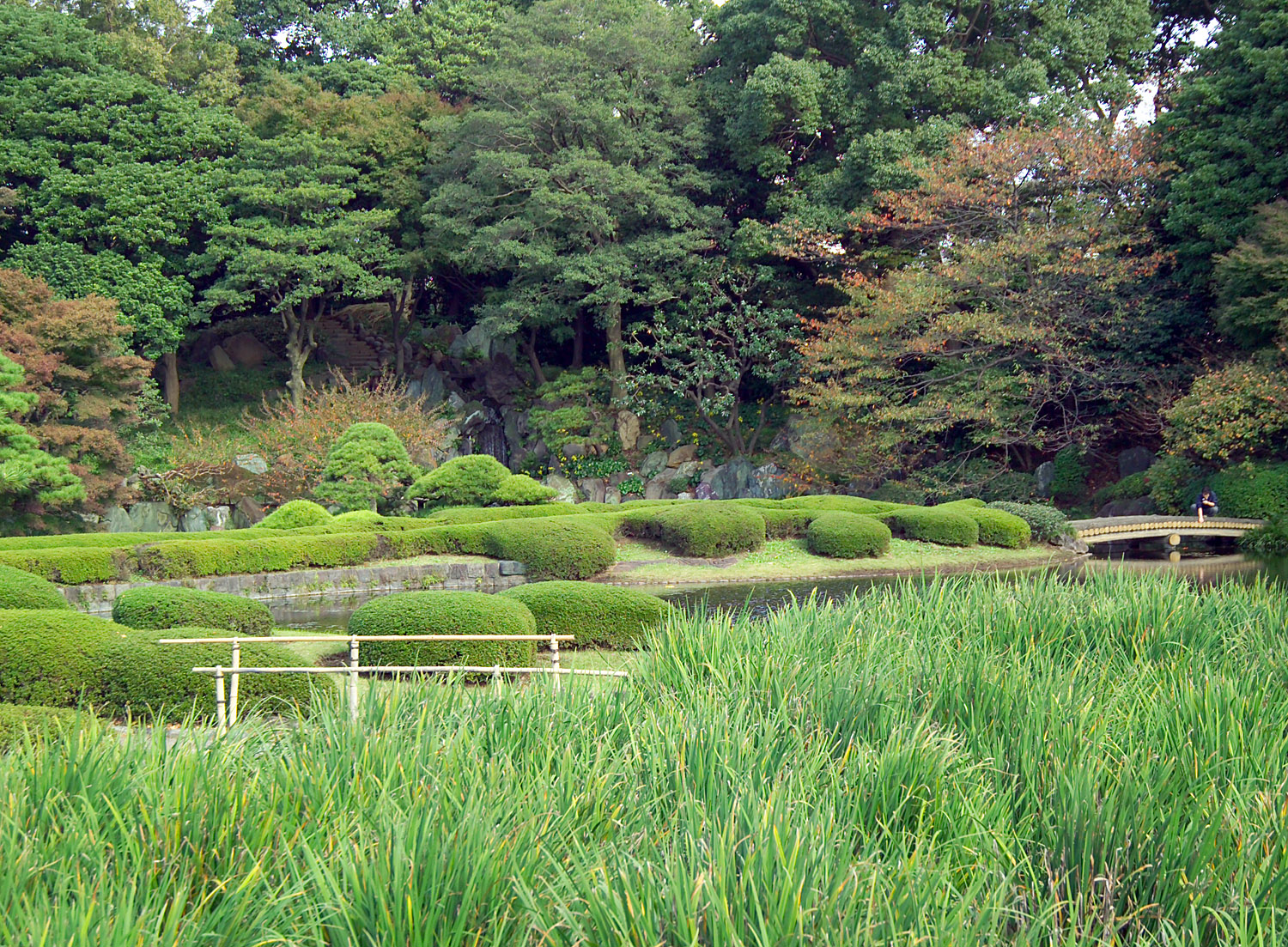
Japanischer Garten mit Iris im Vordergrund
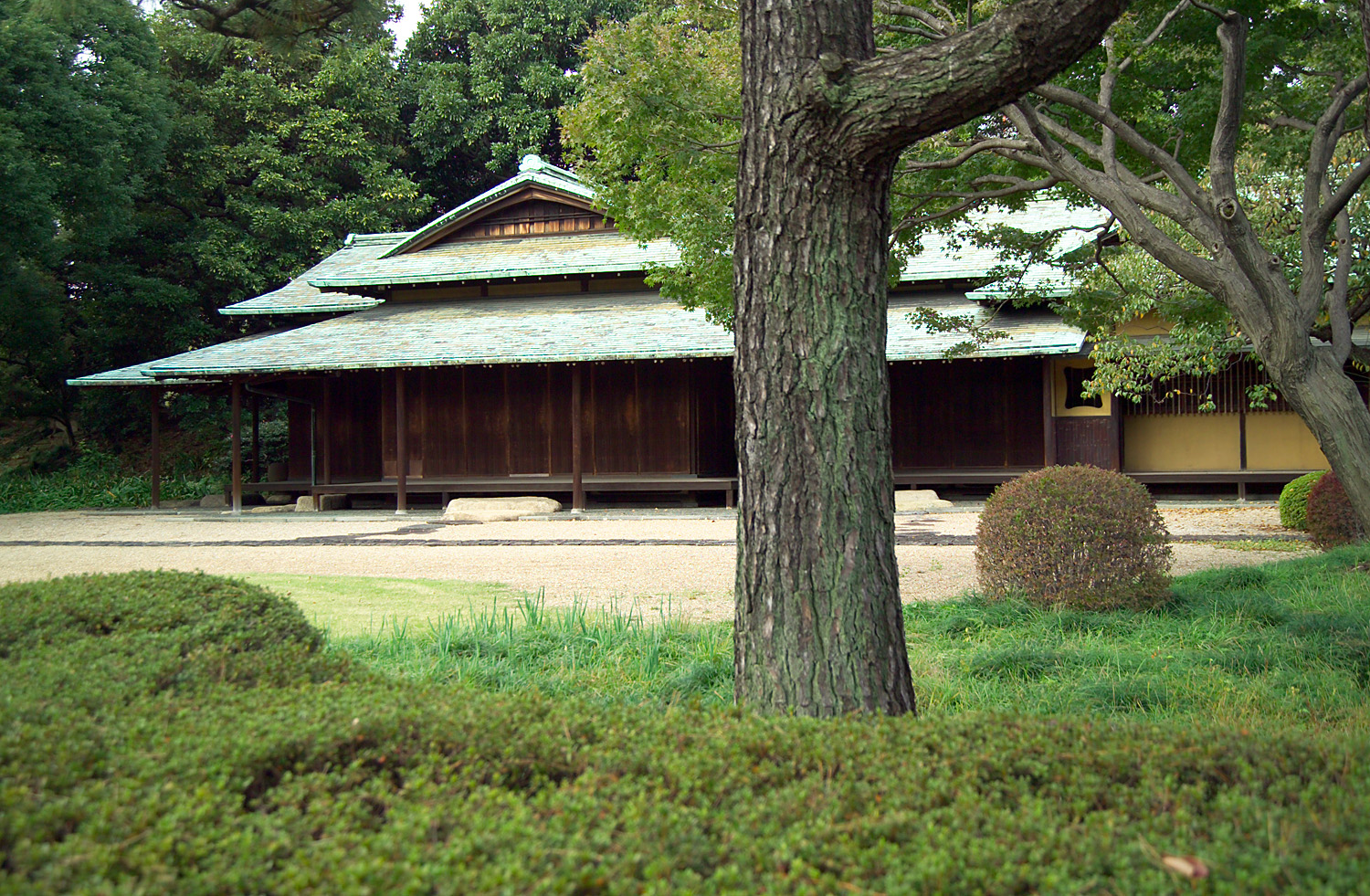
Teehaus Suwa
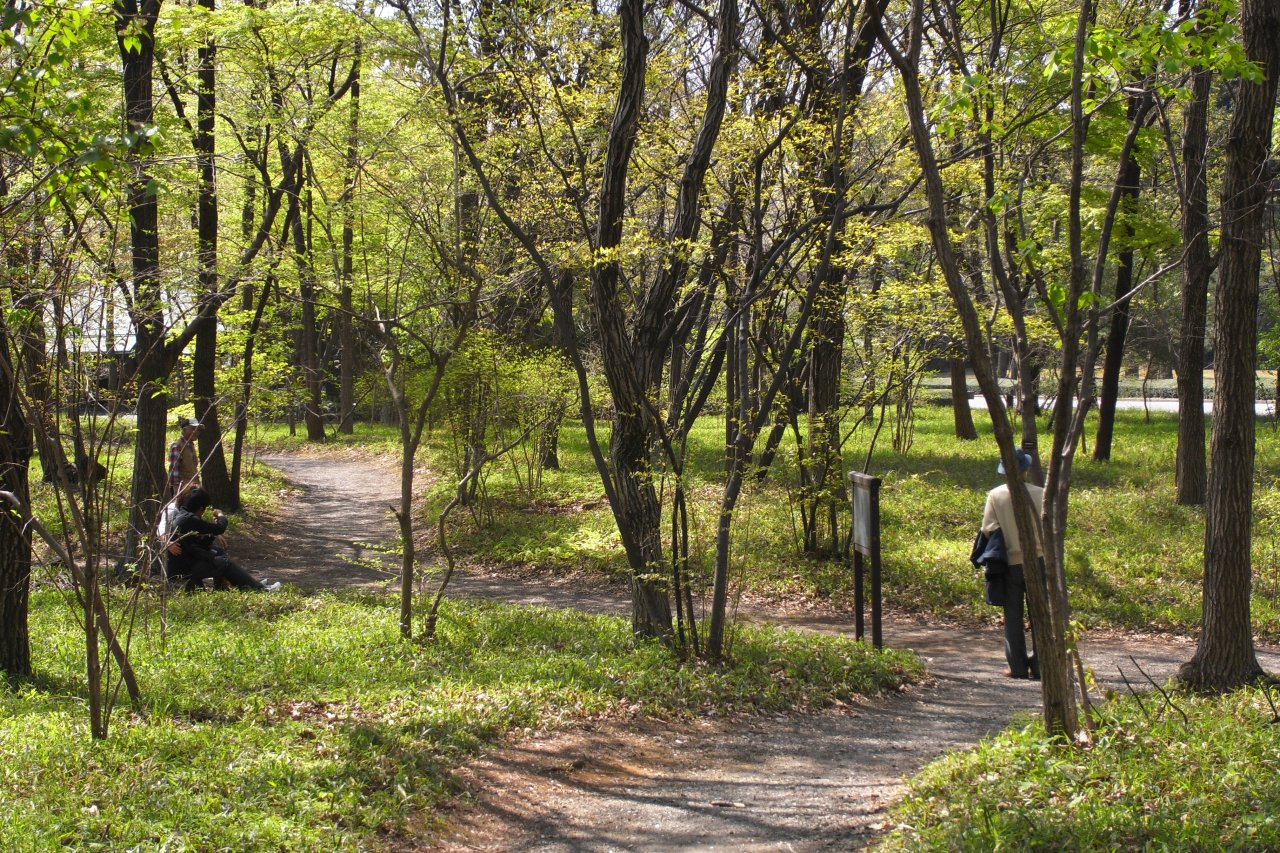
Mischwald im Ni-no-maru
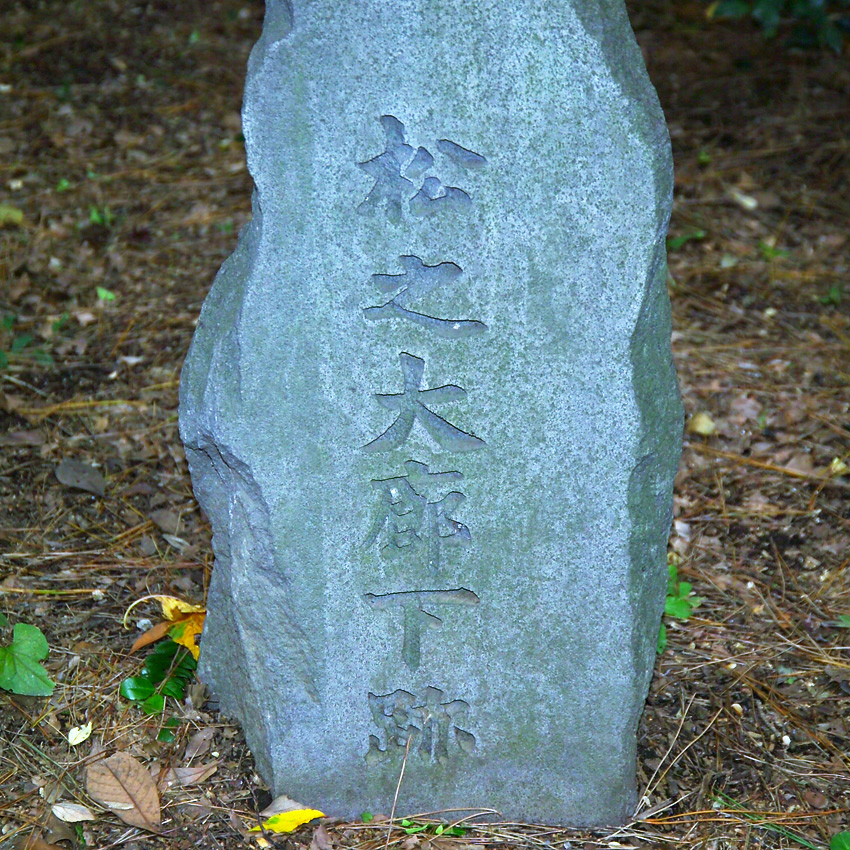
Gedenkstein an den Matsu-no-Ōrōka
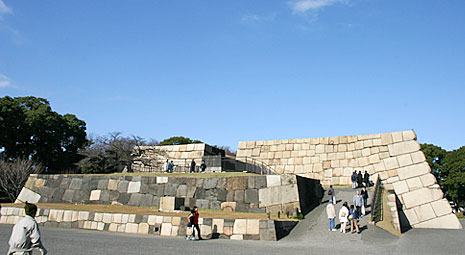
Basis des Tenshukaku